# 聖胡利安 (松索納特省)
聖胡利安（西班牙語：San Julián），是薩爾瓦多的城鎮，位於該國西部，由松索納特省負責管轄，面積81.64平方公里，海拔高度51米，2007年人口18,648，人口密度每平方公里228.42人。